# Farah (Stadt)
Farah (Paschtu/Dari: فراه, DMG Farāh), griechisch auch Phyra (in der Antike) ist eine Stadt in Afghanistan.
Sie ist die Hauptstadt der gleichnamigen Provinz Farah. Farah wird allgemein mit der antiken Stadt Phra oder Phrada identifiziert. In dieser Stadt kam Alexander der Große der Verschwörung des Dimnos zuvor, weshalb diese Stadt in Alexandria die Voraussehende umbenannt wurde. 1221 wurde sie von den Mongolen zerstört. Danach wurde die Stadt wieder aufgebaut, wurde jedoch 1737 von den Persern unter Nadir Schah erneut verwüstet. Die Einwohnerzahl der Stadt beträgt 44.840 (2022), die meisten Einwohner sind Paschtunen (zu 90 %).
Die Oasenstadt wird vom gleichnamigen Fluss Farāh Rud durchflossen.
In der Stadt Farah existiert ein Stadtteil mit dem Namen Yazdi. Diesen Stadtteil bewohnen persischsprachige Schiiten, die aus dem Iran stammen.
Im August 2021 wurde die Stadt von der Taliban erobert.